# Thorsten Röcher
Thorsten Röcher (Neunkirchen, 11 giugno 1991) è un calciatore ed ex giocatore di calcio a 5 austriaco, centrocampista del Wolfsberger.

## Palmarès

### Calcio
- Coppa d'Austria: 1 
Sturm Graz: 2017-2018

### Calcio a 5
- Campionato austriaco: 1
Allstars W.N.: 2008-09